# Полевая сумка

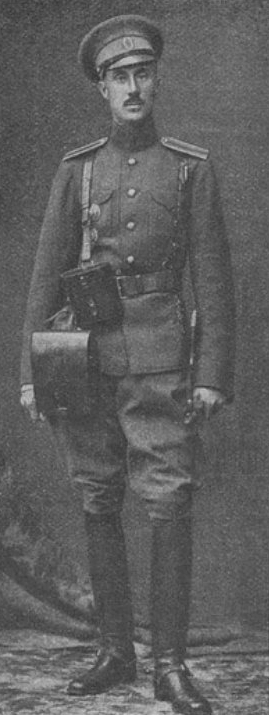
Ротмистр Врангель в 1914 году

Полева́я су́мка — специальная сумка для командного (начальствующего) состава (офицеров, прапорщиков и сержантов), используемая для переноски, хранения и использования рабочих документов (карт и так далее), письменных принадлежностей и необходимого для командного состава инструмента (офицерская линейка, компас, курвиметр, измеритель и так далее), в ранних моделях включала в себя ещё сумку палетку.
Также просторечно называлась — командирская сумка, офицерская сумка, офицерский планшет, сержантская сумка, планшетка, планшет, палетка, полётка.
Полевая сумка была широко распространена в XX веке в вооружённых силах многих государств.

## История
Прародительницей офицерской полевой сумки некоторые считают сумку — ташку (от фр. tache или нем. tasche — «сумка») — кожаную сумку военнослужащих кавалерии в XVII—XIX веках, являвшуюся важной частью экипировки гусар.
В период Японской войны в Русской Императорской армии (РИА) уже использовалась полевая сумка с двуглавым орлом.
В музее обмундирования хранятся чертежи 1912 года с изображением полевой сумки, очень похожей на современную.
В ВС СССР полевая сумка вошла в состав единственного (термин того времени) снаряжения начальствующего состава (начсостава, н.с.) РККА, введённого приказом Революционного военного совета СССР (РВС СССР) № 1936, от 1 сентября 1923 года.
С января 1932 года, в соответствии с приказом РВС СССР о единственном походном снаряжении начсостава РККА, полевая сумка (другого образца) с палеткой поступили на снабжение командиров Красной Армии.
Данные о количестве произведенных планшетов засекречивали — ведь по ним можно было просчитать численность командного состава армии. Заказы на полевые сумки размещались на кожевенных заводах, изделия хранились на складах и выдавались по мере надобности.
Перед Великой Отечественной войной было налажено производство полевых сумок из тесьмяно-кирзового материала, в соответствии с приказом № 005 от 1 февраля 1941 года. В соответствии с приказом такая полевая сумка предназначалась для комсостава только строевых частей и только на военное время.
В годы войны «вне службы» носить полевую сумку не полагалось. У гражданского человека с планшеткой могли случиться неприятности — так как при встрече с патрулем пришлось бы объяснять, где она взята. После Великой Отечественной войны полевые сумки часто использовались детьми в качестве удобного школьного портфеля.

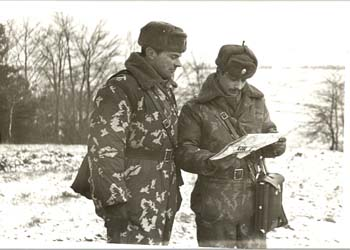
Учения на Либавском полигоне, зима 1985 года, видна полевая сумка

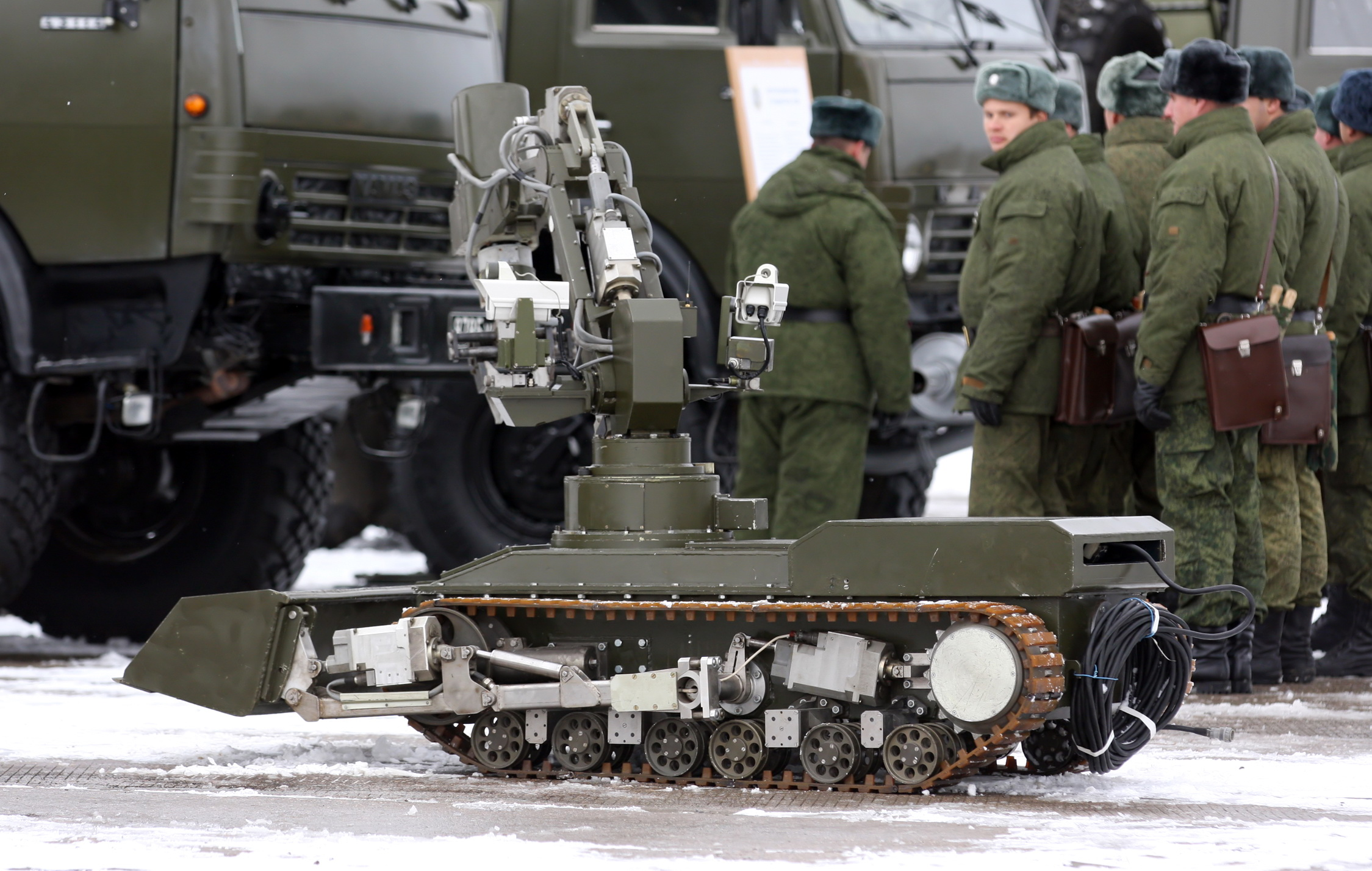
Учения в Шиханах, видны полевые сумки, на переднем плане военный робот

В 1973 году вышел приказ Министра обороны СССР о военной форме одежды, в приложении которого указывалось, что полевая сумка должна носиться при полевой и повседневной для строя летней и зимней форме одежды, на ремне, надеваемом на правое плечо поверх военной формы одежды.
Позднее сумка данного фасона, потеряв при этом прозрачный экран для лётных карт, из-за которого и получила своё название полётка, вошла в гражданский оборот и стала модным молодёжным аксессуаром.

## Типы
- сумка полевая для офицеров и сержантов сверхсрочной службы Советской Армии (СА) ВС СССР[1]
  - для командиров батальонов и рот[1]
  - и для всех остальных офицеров и сержантов сверхсрочной службы СА ВС СССР[1]
- сумка полевая для сержантов срочной службы СА и курсантов ВУ (сержантская (курсантская) сумка)[4]
- сумка лётчика (палетка, полётка (от слова полёт), планшетка)

## Устройство
Имела различное устройство, которое включало в себя держатели и кармашки для письменных принадлежностей (карандашей и ручек, линейки, циркуля, курвиметра), карман для компаса.
Для лётчиков упрощённого типа, только для размещения карты.

## Галерея

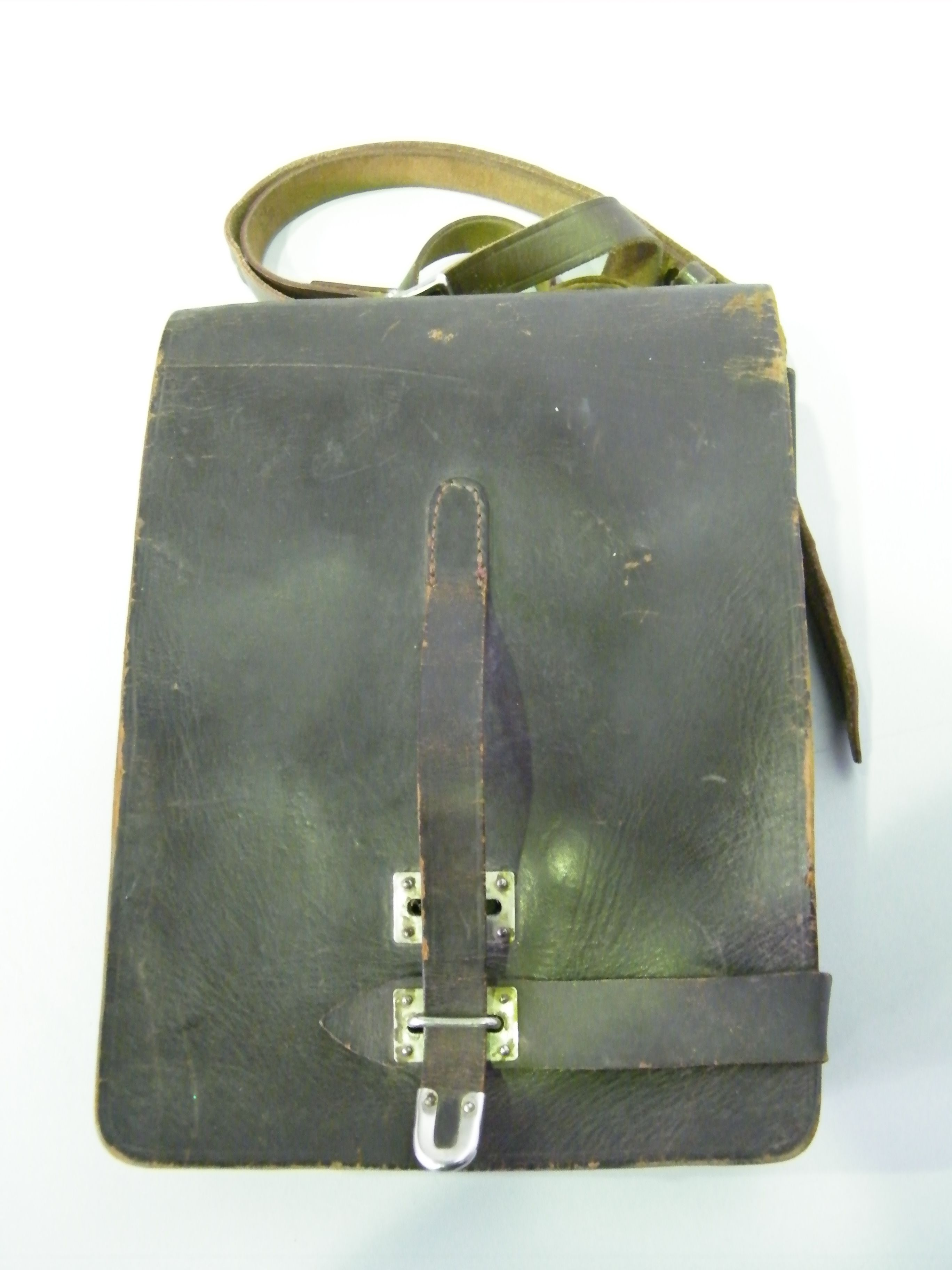
Полевая сумка.
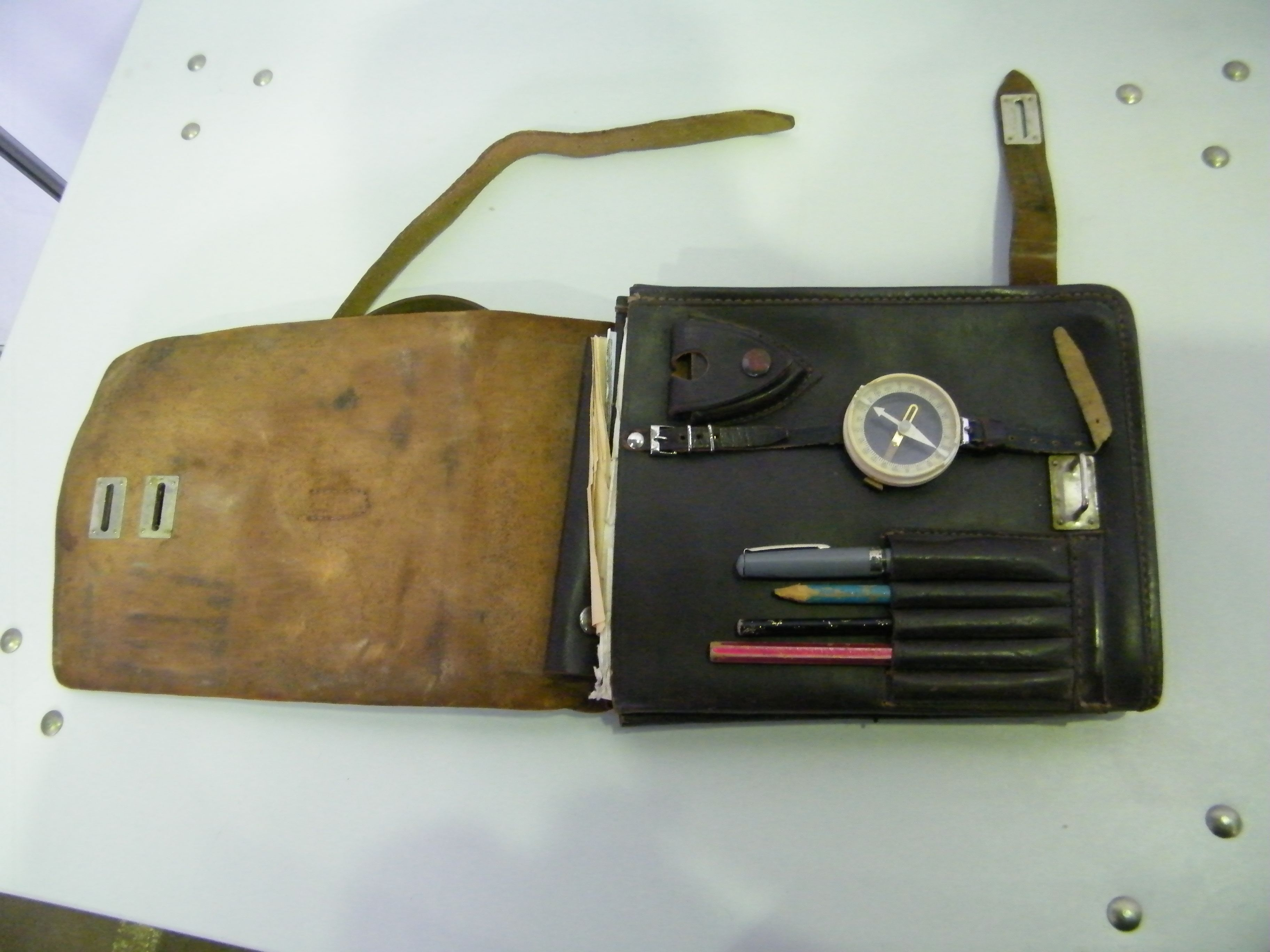
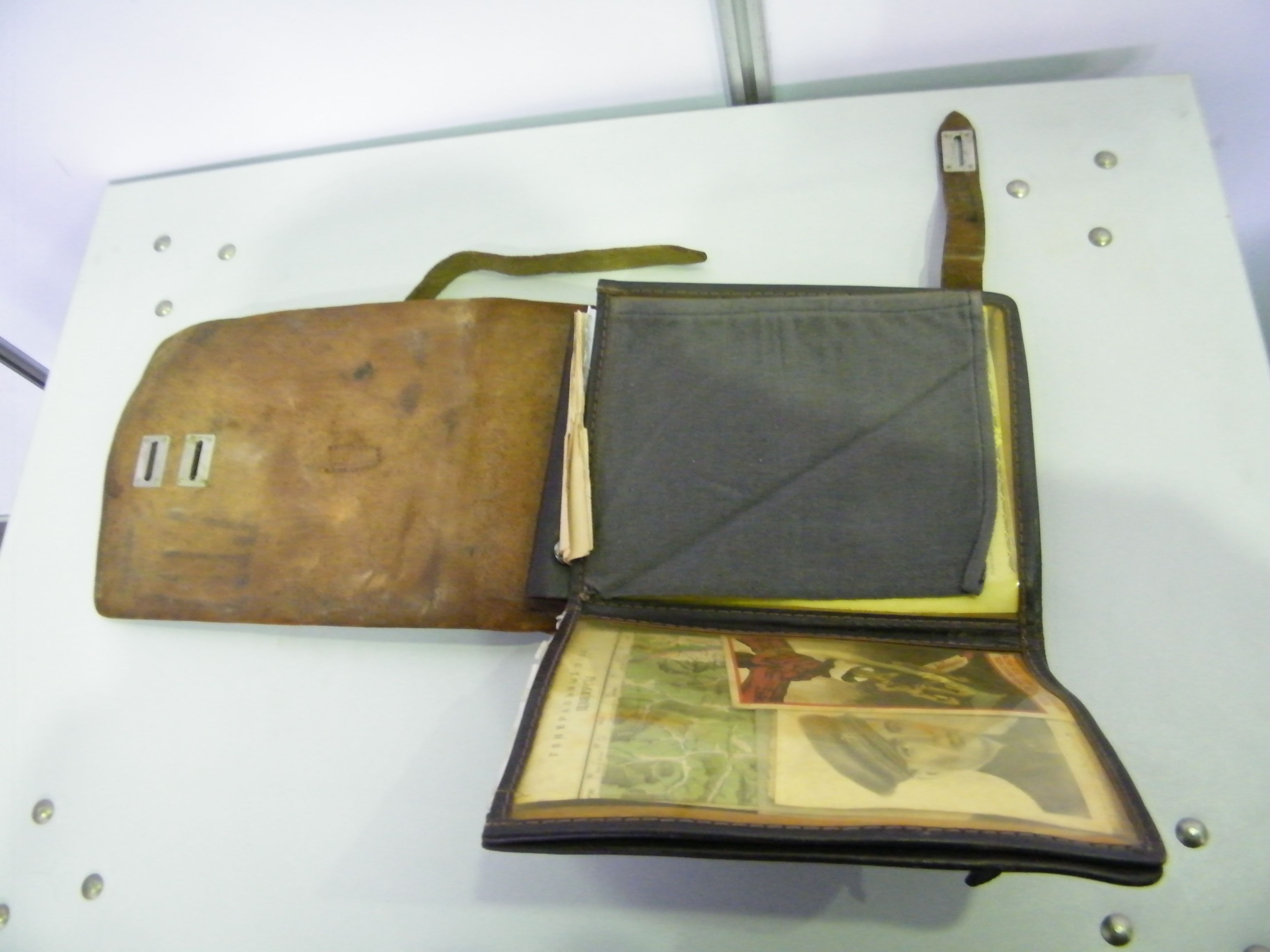